# Theodor Altschul
Theodor Altschul (Prága, 1850. október 13. – Prága, 1918. október 6.) Prágában élt német orvos.

## Élete
Prágai zsidó család sarja volt. Tanulmányait a Károly Egyetemen folytatta, majd egy kórházban tanult tovább, illetve szerzett gyakorlati tapasztalatokat, ezután saját rendelőt nyitott Prágában. A társadalom minden rétegéből jártak hozzá betegek, így meg tudta figyelni a környezet emberekre és betegségekre gyakorolt hatását. Úgy látta, hogy a nem megfelelő higiénés körülmények gyakran súlyos betegségek terjedéséhez vezetnek. Ez arra ösztönözte, hogy ne csupán gyógyítani, hanem megelőzni is próbálja a betegségeket. Komoly erőfeszítéseket tett a gümőkór elleni küzdelemben.
Számos egyesülethez csatlakozott, például a Verein zur Bekämpfung der Lungenkrankenheiten (Tüdőbetegségek Ellen Küzdő Egyesület), Kuratorium des deutschen Landeshilfsvereines für Lungenkranke (A tüdőbetegek német állami segélyszövetségének kuratóriuma), a berlini székhelyű Vereinigung gegen Tuberkulose (Egyesület a tuberkulózis ellen), stb. A betegséggel kapcsolatos összes európai kongresszuson részt vett, 1910-ben Brüsszelben beszédet mondott. Tudásának köszönhetően ő volt az első háziorvos, aki Bécs városi orvosi tanácsának tagja lett.
A higiénia egyik úttörője volt, a témában számos fejlesztési javaslatot tett, ezek közül néhányat sikerült megvalósítania, például évtizedes erőfeszítései a modern vízellátás és csatornázás Prágában történő bevezetésére végül sikerrel jártak. A gyermekek és a fiatalok egészségével is foglalkozott, törekedett a testnevelés fejlesztésére. Aktív tevékenységet folytatott a Verein für Jugendspiele (Egyesület az ifjúsági játékokért) és a Landeskommission für Kinderschutz und Jugendfürsorge (Állami Gyermekvédelmi és Ifjúsági Jóléti Bizottság) egyesületekben. Prágában a Legfelsőbb Egészségügyi Tanács tagja volt. Ismeretterjesztő, népszerűsítő tevékenysége is jelentős volt, Moses Popper 1885-ös halála után ismeretterjesztő cikkeket jelentetett meg a cseh lapokban, utolsó ilyen jellegű cikke röviddel halála után jelent meg. Számos szakmai dolgozatot is publikált.
Hosszú ideig cukorbetegségben szenvedett, amelyhez 1918 őszén szívbetegség is társult. Rövid ideig jobban lett, ám spanyolnáthával fertőződött meg, végül ebbe halt bele. Érdemeiért Ferenc József-renddel tüntették ki.

## Válogatott munkái
- Ueber Wasserversorgung der Städte im Allgemeinen und die geplante Wasserversorgung Prags im Besonderen (1889)
- Zur Schularztfrage : eine Schulhygienische Studie (1890)
- Die sanitären Verhältnisse von Prag (1893)
- Nutzen und Nachteile der Körperübungen (1901)
- Körper- und Gesundheitslehre für die oberen Klassen der Mittelschulen (1910)
- Gesundheitslehre und Kinderpflege für die Frauenschulklassen des Lyzeums (1912)
- Kriege und Seuchen (1914)

## Fordítás
- Ez a szócikk részben vagy egészben  a   Theodor Altschul című cseh Wikipédia-szócikk ezen változatának fordításán alapul.  Az eredeti cikk szerkesztőit annak laptörténete sorolja fel. Ez a jelzés csupán a megfogalmazás eredetét és a szerzői jogokat jelzi, nem szolgál a cikkben szereplő információk forrásmegjelöléseként.